# Eccidio di Canneto Sabino
L'eccidio di Canneto Sabino avvenne il 10 dicembre 1920 in località Colle San Lorenzo (provincia di Rieti). Al rientro da una manifestazione di braccianti per l'aumento delle paghe e la ridefinizione dei patti colonici, un gruppo di reali carabinieri ne uccise undici, tra cui due donne. Vi furono, inoltre, tredici feriti.

## Il contesto storico
I fatti di Canneto Sabino vanno inquadrati all'interno del periodo storico compreso fra il 1919 e il 1920, caratterizzato da una serie di lotte operaie e contadine, che viene comunemente definito Biennio Rosso.
Dopo la fine della guerra, in Italia ci fu una grossa crisi economica e a farne le spese fu soprattutto il ceto medio. Il reddito nazionale del novembre '18 era sceso drasticamente, e rimase, fino a tutto il 1923, ben al di sotto del livello d'anteguerra, mentre il tenore di vita delle classi popolari era durante la guerra nettamente peggiorato; secondo una statistica, fatto pari a 100 il livello medio dei salari reali nel 1913, questo indice era sceso a 64,6 nel 1918. Nell'immediato dopoguerra si verificarono inoltre un ingentissimo aumento del debito pubblico, un forte aggravio del deficit della bilancia dei pagamenti, il crollo del valore della lira e un processo inflativo che portò con sé la repentina diminuzione dei salari reali.
La classe operaia esplose con scioperi, dimostrazioni ed agitazioni a livelli impressionanti nelle fabbriche italiane, contro il taglio degli stipendi e le serrate. Tra le cause di questa ondata di scioperi ci furono la crisi economica conseguente alla guerra appena terminata, ma ebbe un ruolo importante anche il mito della rivoluzione russa e il sogno di fare come in Russia. Agli scioperi causati dalle difficoltà economiche e volti a ottenere migliori condizioni di lavoro e salari più alti, si aggiunsero manifestazioni di contenuto dichiaratamente politico. Così i due motivi, le richieste economiche e la pressione rivoluzionaria, finirono
col mescolarsi e confondersi. Parallelamente cresceva il partito dei nazionalisti e dei reduci della guerra che trovò un ottimo portavoce in Gabriele D'Annunzio. Le preoccupazioni della classe politica liberale allora dominante erano sostanzialmente due: fermare il revanscismo dei dannunziani e prevenire in ogni modo la possibilità di una rivoluzione comunista, del tipo di quella avvenuta in Russia pochi anni prima. La seconda preoccupazione era particolarmente sentita anche dagli industriali e dai possidenti agricoli, che detenevano gran parte delle ricchezze del paese. Mentre il Partito Socialista tentava la trattativa con il governo presieduto da
Giolitti, gli industriali e i latifondisti, più pragmatici, cominciarono a garantire il loro appoggio economico alle squadre dei "ras" fascisti. E così agli scioperi agrari nella Pianura Padana, allo sciopero generale dei metallurgici in Piemonte e all'occupazione delle fabbriche in molte città italiane il fascismo rispose con la violenza. Squadre fasciste intervennero per spezzare gli scioperi aggredendo i partecipanti, pestando deputati e simpatizzanti socialisti. Il 13 giugno 1920 cadde il governo Nitti perché impotente contro Gabriele D'Annunzio e il re richiamava il vecchio Giovanni Giolitti, confidando nel suo carisma e nella sua capacità di mediazione per cercare di non far precipitare la situazione creata in una Guerra civile. Giolitti rifiutò di far intervenire la polizia e l'esercito nelle fabbriche e aspettò che il movimento si esaurisse da sé, che terminassero le scorte di materie prime nei magazzini delle aziende occupate, che gli stessi operai si rendessero conto che l'occupazione non portava a nulla. Nello stesso tempo favorì le trattative fra gli industriali e sindacati e, praticamente, obbligò gli industriali a concedere ai lavoratori i miglioramenti di salario richiesti. Così all'inizio di ottobre del 1920 Giolitti riuscì a far accettare un compromesso tra le parti sociali..
La stagione di raccolta delle olive si protraeva tra i mesi di ottobre fino a marzo. Gli uomini ricevevano una paga di 6-7 lire al giorno, mentre le donne racimolavano 1 litro di olio ogni 60 kg di olive raccolte. Quell'anno la stagione fu scarsa e per fare i 60 kg ci volevano parecchie piante. Si aprì una vertenza capeggiata dalla Lega dei Braccianti e vi furono una serie di scioperi e manifestazioni, senza gravi incidenti, che si concluse col comizio del 5 dicembre tenuto dal segretario della Camera del Lavoro di Terni, Silvestro Motta.
I possidenti agricoli volevano sostituire gli scioperanti con le "montagnole", molto più povere e disponibili a lavorare a salari inferiori.

## La versione ufficiale del Prefetto di Perugia
... "circa ore 11,30 nella frazione di Canneto (a quanto mi riferisce sommariamente il Sottoprefetto), arma Reali Carabinieri imbattutisi con circa 200 contadini scioperanti, quasi tutti armati, che in massa giravano campi, imponendo cessazione del lavoro, ingiunse a costoro di sciogliersi. Questi risposero con sassate e colpi di arma da fuoco, onde i Reali Carabinieri visti feriti Tenente e due loro compagni" ... " fecero uso loro moschetti. I morti tra i contadini" ... " erano tre"... "oggi Sottoprefetto mi riferisce essere sei".

## Il processo
Questa versione, in realtà non venne presa totalmente per buona nel processo svoltosi il 12 maggio 1922 presso la 1 Sezione di Accusa del Tribunale di Perugia.
Infatti vennero condannati sia il Tenente comandante della Compagnia di Ancona, chiamata di rinforzo, sia un graduato, il primo per "aver ecceduto colposamente i limiti di cui agli articoli 51 e 55 CP" (legittima difesa) e per avere deliberatamente cagionato ad altri soggetti una lesione personale, con l'aggravante di aver commesso il fatto con abuso di autorità", il secondo, per gli stessi reati, senza aggravanti. Per quanto riguarda Silvestro Motta ed i dirigenti della locale Camera del Lavoro, vennero assolti dai reati di promozione di insurrezione armata e di cospirazione ai danni del Regno d'Italia, il primo perché non presente a Canneto Sabino e gli altri perché i reati ascritti non furono circostanziati, tant'è che nel dispositivo della sentenza si cita esplicitamente "[omissis]...sia infine per l'altro delitto di istigazione all'odio tra le classi sociali: di che si hanno solo generiche affermazioni nel verbale della P.S. senza alcuna specificazione dei fatti". al tenente vennero comminati 30 anni di carcere, il secondo venne condannato a 10 anni di reclusione. Per entrambi venne disposto, inoltre, l'arresto immediato.
La sentenza scatenò un putiferio all'interno delle Forze Armate e, sin dall'inizio i vertici militari si misero in moto, per farla cambiare. Già il 22 maggio il Ministero dell'interno fece un telegramma al Ministero di Grazia e Giustizia con toni anche abbastanza minacciosi:
«Codesta amministrazione scrivente chiede un intervento urgente da parte di codesto Ministero al fine di ristabilire onore e rispettabilità delle Forze dell'Ordine, messi in dubbio da tale sentenza. All'uopo si segnalano le rimostranze del Comando Reali Carabinieri legione di Ancona alla Corte di Appello di Perugia (rammentando che la Corte di Appello di Perugia dipende funzionalmente da Ancona stessa), nonché le rimostranze fatte e le preoccupazioni espresse dal Sig. Gen. di CdA Porzio “indipendentemente dal vero stato delle cose e dell'interesse dei militari accusati vi è il rischio che le stesse Forze dell'Ordine fossero, da questa sentenza, demotivate e rese passive”.
Si ritiene perciò un Vostro intervento al fine di ristabilire serenità e cordialità tra istituzioni dello Stato».
Il Ministero di grazia e giustizia rispose con nota del 3 luglio, suggerendo al Ministero dell'interno di "inoltrare ricorso alla Suprema Corte di Cassazione, ai fini della remissione del processo e la rimessa degli imputati al Tribunale Speciale Permanente di Roma, in quanto trattasi di reati commessi da militari nell'espletamento delle proprie funzioni".
Il ricorso venne realmente esperito il 12 agosto da parte dell'Avvocatura dello Stato". e venne accolto dalla Suprema Corte di Cassazione il 17 novembre dello stesso anno, con tanto di remissione al Tribunale Militare, che si pronunziò il 31 marzo 1923 assolvendo entrambi i militari dai capi d'imputazione ascritti. In seguito, nel 1925 venne disposta, per entrambi l'assegnazione di 5.000 lire al tenente e di 1.000 lire all'appuntato quali "gratificazione per gli importanti servizi resi".
Da notare che sia la sentenza della Cassazione, sia quella del Tribunale Militare, vennero emesse successivamente alla Marcia su Roma (27 - 30 ottobre 1922).

## Vittime della strage
Le vittime furono:
- Francesco Lazzari,
- Giuseppe Giovannini,
- Angelo Perini,
- Leonilde Bonanni,
- Tullio Joschi,
- Antonio Di Marco,
- Luisa Turchetti,
- Marcello Vittori,
- Carlo Marini,
- Luigi Pandolfi,
- Vincenzo Salusest